# (1587) Kahrstedt
(1587) Kahrstedt es un asteroide que forma parte del cinturón de asteroides y fue descubierto por Karl Wilhelm Reinmuth el 25 de marzo de 1933 desde el observatorio de Heidelberg-Königstuhl, Alemania.

## Designación y nombre
Kahrstedt recibió inicialmente la designación de 1933 FS1.
Posteriormente se nombró en honor del astrónomo alemán Albrecht Kahrstedt (1897-1971).

## Características orbitales
Kahrstedt orbita a una distancia media de 2,544 ua del Sol, pudiendo acercarse hasta 2,151 ua y alejarse hasta 2,937 ua. Su excentricidad es 0,1544 y la inclinación orbital 7,834°. Emplea 1482 días en completar una órbita alrededor del Sol.